# 2000 en Israël
Chronologie d'Israël (en)
- 1996
- 1997
- 1998
- 1999
- 2000
- 2001
- 2002
- 2003
- 2004

Cette page concerne les évènements survenus en 2000 en Israël  :

## Évènement
- 31 janvier :  Résolution 1288 du Conseil de sécurité des Nations unies (en)
- 25 mai : Fin du conflit au Sud-Liban (1985–2000) : Israël retire ses troupes.
- 31 mai :  Résolution 1310 du Conseil de sécurité des Nations unies (en)
- juillet : Sommet de Camp David II
- 27 juillet :  Résolution 1300 du Conseil de sécurité des Nations unies (en)
- 2 octobre : Mort d'Asel Asleh (en)
- 7 octobre : 
  - Raid transfrontalier du Hezbollah (en)
  - Résolution 1322 du Conseil de sécurité des Nations unies
- 27 novembre :  Résolution 1328 du Conseil de sécurité des Nations unies (en)
- 5 décembre : Lancement du satellite EROS A (en).
- 19-23 décembre : Paramètres de Clinton (en)

## Sport
- 1er mai-14 mai : Organisation du championnat d'Europe de football des moins de 16 ans

## Culture
- Participation d'Israël au Concours Eurovision de la chanson.

### Sortie de film
- Kippour
- The Investigation Must Go On (en)
- The Last Patrol
- Time of Favor (en)

## Décès
- Yehuda Amichaï, poète.
- Eliyahu Ben-Elissar (en), diplomate et personnalité politique.
- Ofra Haza, actrice et chanteuse.
- Leah Rabin, femme d'Yitzhak Rabin.
- Binyamin Ze'ev Kahane (en), rabbin.